# Enyaliopsis bloyeti
Enyaliopsis bloyeti is een rechtvleugelig insect uit de familie sabelsprinkhanen (Tettigoniidae). De wetenschappelijke naam van deze soort is voor het eerst geldig gepubliceerd in 1885 door Lucas.